# Enodia (entreprise)
Pour les articles homonymes, voir Enodia.

Actionnaires et participations du holding public Publifin (organigramme simplifié). La province de Liège est l'actionnaire majoritaire de Publifin. Depuis respectivement février 2018 et fin mai 2019, Nethys et Resa dépendent directement de Enodia (ex Publifin).

Enodia (anciennement ALE, Tecteo puis Publifin) est une société coopérative intercommunale belge à responsabilité limitée (SCIRL). Cette intercommunale pure est active dans le secteur de l’électricité où elle assure la gestion du réseau de distribution et dans le secteur des télécommunications où, via le câble de télédistribution, elle offre à la clientèle située sur son territoire la possibilité de souscrire à la télévision analogique et numérique, l’Internet à haut débit, la téléphonie et d’autres services.
À l'origine détenue par des communes uniquement wallonnes, et en particulier liégeoises, l'intercommunale s'est ouverte à des communes des deux autres Régions belges, Flandre puis Bruxelles, ce qui a aussi pour conséquence un affranchissement dans les faits de la tutelle régionale, qui malgré l'intention de reprise du contrôle des autorités de tutelle, reste toujours hors de contrôle.
À la suite du rachat par ce consortium de huit câblo-distributeurs wallons (Igeho, Inatel, Intermosane, Seditel, Simogel, Telelux, Interest-Interost et Ideatel), ce GIE constitue aujourd’hui le principal opérateur de services câblés en Wallonie et à Bruxelles.
Tecteo diversifie cependant rapidement ses activités au-delà de ses missions premières au service des communes liégeoises, et amène à s'interroger auprès des autorités de tutelle d'une part et des concurrents d'autre part pour ses activités commerciales,, voire au sein même du personnel.
En mai 2013, Tecteo investit dans l'aéroport de Liège
En septembre 2013, le groupe rachète le titre de presse L'Avenir, alors qu'il est en négociation avec IPM, propriétaire de La Dernière Heure et La Libre. Ce alors que les relations avec d'autres média posent également question.
En décembre 2013, Tecteo annonce qu'il change de nom pour prendre celui de Publifin dès juin 2014. Publifin contrôle Finanpart SA, dont l'actionnariat est ouvert à d'autres acteurs publics. Finanpart détient Nethys, société qui exerce des activités industrielles. L'actionnariat de Nethys est ouvert aux partenaires privés. Seul Publifin garde les contraintes du statut d'intercommunale.
En novembre 2018, Publifin change à nouveau de nom pour s'appeler Enodia. Fin mai 2019, Resa quitte le giron de Nethys et devient une filiale directe d'Enodia.

## Scandale
Huit membres du bureau exécutif ont participé à des réunions pour un comité de secteur de décembre 2010 à juin 2013. Percevant des milliers d’euros pour leur participation à ces réunions - somme indument perçue au regard des présences effectives et des niveaux de pouvoir impliqués lors de ces réunions.

## Historique
- 1923 : création de l'Association liégeoise d'électricité (ALE)
- 1970 : création de Télédis qui permet l’accès à la télédistribution dans la région de Liège
- 2006 : création de la marque VOO en collaboration avec Brutélé. VOO propose des services d'accès à Internet, de téléphonie et de télévision analogique et numérique en Wallonie et à Bruxelles. Création de Tecteo Energy qui produit de l'énergie renouvelable.
- 2007 : l'ALE est renommée en Tecteo[20]
- 2009 : rachat du réseau de télécommunication wallon WIN.
- 2010 : intégration de l'Association liégeoise du gaz (ALG)
- 2013 : rachat des Éditions de l'Avenir.
- 2014 : Tecteo devient Publifin et crée deux nouvelles sociétés : Finanpart et Nethys, cette dernière reprenant ses activités opérationnelles.
- 2018 : Publifin est renommée en Enodia.
- 2019 : à la suite de l'affaire Publifin, Resa dépend désormais directement d'Enodia[19].

## Organisation
Le capital est détenu par :
- Province de Liège : 52,39 %
- 76 communes : 47,0 %
- Région wallonne : 0,35 %
- AIEG : 0,07 %
- Brutélé : 0,01 %